# 大林 (大字)
大林，原稱大莆林，是臺灣嘉義縣大林鎮的一個傳統地域名稱，位於該鎮中西部。相較於今日行政區，其範圍大致包括西林里東半部、東林里。

## 歷史
台灣日治初期，大林地區為一街庄，稱為「大莆林街」（舊制街庄），隸屬於打貓北堡。該街西北與甘蔗崙庄為鄰，東北及東南與潭底庄為鄰，西南為下埤頭庄。
1901年（日治明治三十四年）11月11日，全台設置二十廳，該街隸屬於嘉義廳。1904年（明治三十七年）2月15日，該街編入「大莆林區」，隸屬於嘉義廳。1909年（明治四十二年）10月25日，全台整併二十廳為十二廳，該街仍隸屬於嘉義廳。1910年（明治四十三年）1月18日，各區管轄區域調整，該街仍隸屬於嘉義廳的「大莆林區」。
1920年（大正九年）10月1日，全台廢十二廳改設五州二廳，該街改制並簡化為「大林」大字，隸屬於臺南州嘉義郡大林庄（新制街庄）。1943年（昭和十八年）10月1日，大林庄升格為大林街。
戰後大林街改制為大林鎮，隸屬於臺南縣，大字亦改制為里。1950年（民國39年）10月25日，雲、嘉、南分治，大林鎮改隸屬於嘉義縣。

## 聚落
本地區發展較早的聚落為大莆林，在日治期初期的官方地圖上已有記載。

## 交通
台鐵縱貫線是台灣西部南北向鐵路幹線，經過本地區東部及東南部邊界外不遠處，並在東南方近處設有大林車站。該站屬三等站，停靠部分自強號、莒光號列車及全部區間車；由此可前往台鐵沿線各站。
省道台1線又稱「縱貫公路」，是臺北至楓港的傳統平面幹道，經過本地區北部。由該道路（大方向）北行可前往雲林縣大埤鄉/斗南鎮交界、斗南鎮、虎尾鎮東端、莿桐鄉等地，南行可前往民雄鄉、嘉義市、嘉義縣水上鄉、臺南市後壁區等地。
鄉道嘉94線是甘蔗崙至下員林的道路。
鄉道嘉95線是大林至下員林的道路。

## 學校
- 大林國小

## 廟宇
- 阿彌陀佛廟